# Euphorbia pithyusa
Euphorbia pithyusa  (лат.) — вид двудольных растений рода Молочай (Euphorbia) семейства Молочайные (Euphorbiaceae). Таксономическое название было впервые опубликовано шведским систематиком Карлом Линнеем в 1753 году.

## Распространение, описание

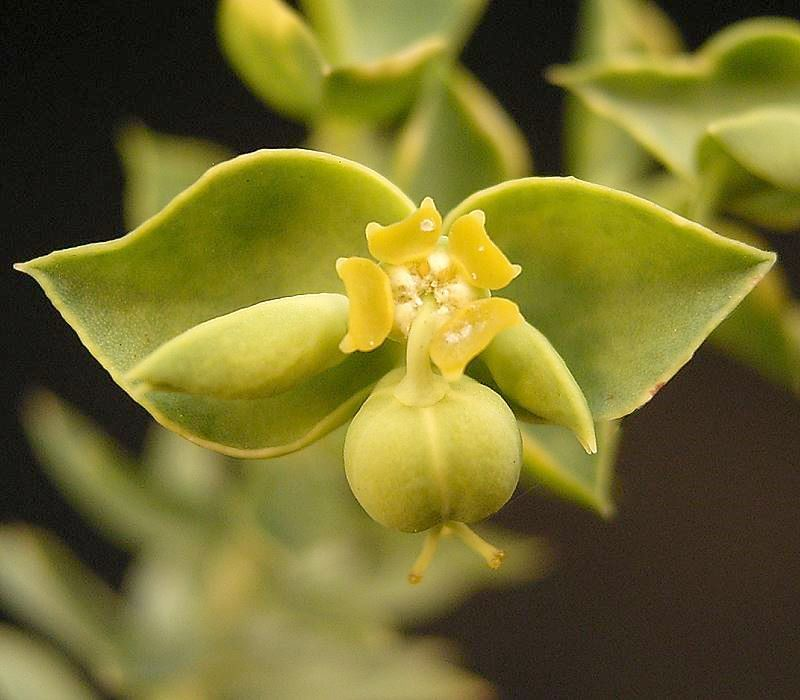
Цветок

Встречается на западе и в центральной части Средиземноморья, в частности, на Балеарских островах (Драгонера, Ибица, Мальорка, Менорка). Произрастает на песчаных и скалистых берегах, на пастбищах и каменистых горных участках.
Хамефит. Многолетнее, растущее небольшими группами растение. Цветёт с апреля по сентябрь. Внешне схож с молочаем прибрежным (Euphorbia paralias), но заметно отличается от него по форме листьев.
Число хромосом — 2n=36.

## Замечания по охране
Угроза исчезновения несущественна.

## Синонимы
Синонимичные названия:
- Esula pithyusa (L.) Fourr.
- Galarhoeus pithyusa (L.) Haw.
- Tithymalus pithyusa (L.) Scop.

Подвид — Euphorbia pithyusa subsp. cupanii (Guss. ex Bertol.) Radcl.-Sm.